# Taxe générale à la consommation
La Taxe générale sur la consommation ou taxe générale à la consommation ou TGC est une taxe similaire à la TVA appliquée sur les prix à la consommation des biens et des services en Nouvelle-Calédonie. Elle est entrée en vigueur le 1er octobre 2018.

## Taux et objectifs
Ses taux sont au nombre de quatre : 
- un taux réduit à 3 % pour les produits fabriqués ou transformés localement,
- un taux spécifique à 6 %, pour les opérations immobilières et certains services,
- un taux normal à 11 %, pour les biens et services de consommation courante,
- un taux supérieur à 22 %, pour des produits dits « de luxe ».

Les produits de première nécessité sont exonérés de TGC.
Un de ses objectifs principaux est de simplifier le système fiscal calédonien, en se substituant à sept droits et taxes : la taxe de solidarité sur les services (TSS), la taxe de base à l’importation (TBI), la taxe générale à l’importation (TGI), la taxe sur le fret aérien (TFA), la taxe sur les nuitées hôtelières (TNH), la taxe de péage (TP) et le droit proportionnel de la patente,.

## Historique et textes

### Projet
C'est après plus de dix ans de discussions que le projet de TGC a été adopté par le Congrès le 1er septembre 2016, créant ainsi la loi du pays no 2016-14 du 30 septembre 2016.
Le calendrier de la TGC a été prévu en trois temps. La préparation, de septembre 2016 à mars 2017, devait précéder une période de marche à blanc (application de la TGC avec des taux très réduits), prévue initialement du premier avril 2017 au 30 juin 2018. Le régime définitif était prévu pour juillet 2018.

### Mise en vigueur
La mise en vigueur de la marche à blanc ayant pris plusieurs mois de retard, le régime définitif de la TGC a été retardé au 1er octobre 2018 en application de la loi du pays no 2018-5 du 12 juin 2018. 
La TGC est régie par le titre V de la IIe partie du livre Ier du code des impôts de la Nouvelle-Calédonie. 
La TGC a été critiquée par le Medef.

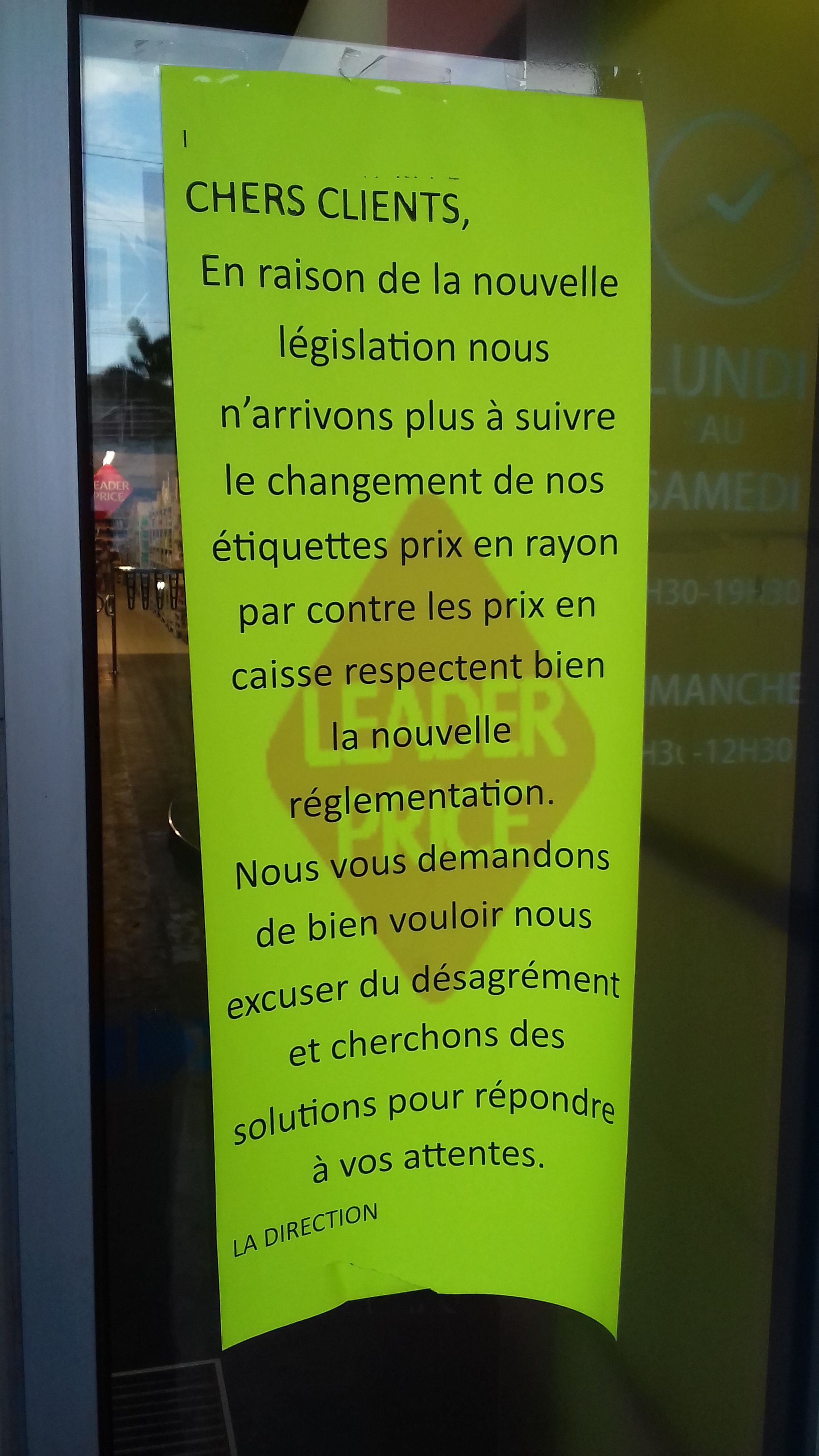
Message d'information affiché à l'entrée d'un supermarché à la suite de la mise en place de la TGC

Certaines enseignes ont rencontré des difficultés pour tenir à jour leurs étiquettes à la suite des changements de prix qui ont suivi.